# Watt
Il watt (simbolo: W) è l'unità di misura della potenza del Sistema Internazionale.
Un watt equivale a 1 joule al secondo (1 J/s) ed è equivalente, in unità elettriche, a un volt moltiplicato per ampere (1 V × A, per l'uso in elettrotecnica) o a 1 N × m/s (newton per metri al secondo).
Il watt prende il nome da James Watt per il suo contributo nello sviluppo della macchina a vapore.
{\displaystyle 1~{\rm {{W}={\dfrac {1\ {\rm {J}}}{1\ {\rm {s}}}}={\frac {1\ N\times 1\ m}{1\ s}}=\left({\frac {1\ \mathrm {kg} \times 1\ \mathrm {m} }{1\ \mathrm {s} ^{2}}}\times {\dfrac {1\ m}{1\ {\rm {s}}}}\right)={\frac {1\ \mathrm {kg} \times 1\ \mathrm {m} ^{2}}{1\ \mathrm {s} ^{3}}}}}}.
Il modo corretto di scrivere watt è con la lettera iniziale minuscola, mentre il simbolo W deve essere maiuscolo. Invece è da ritenersi errato scrivere o dire watts al plurale (in quanto questa è una regola grammaticale anglofona), rimanendo invece la parola invariata.
In elettrotecnica si utilizzano comunemente anche il voltampere (VA) e il voltampere reattivo (var) come unità di misura rispettivamente della potenza apparente e della potenza reattiva.
Il watt, una misura di potenza, non va confuso con il wattora e con i relativi multipli che sono una misura di energia (potenza × tempo). 
Quest'ultima corrisponde all'energia prodotta da una potenza di un watt per un'ora, quindi 3 600 joule. Non appartiene al SI, in quanto contiene la misura del tempo in ore.
Quindi una lampadina che assorbe 100 W, in due ore consuma 200 Wh (720000 J).

## Watt termico ed elettrico
Per una centrale termoelettrica, sia a combustibili fossili che nucleari, si è soliti distinguere il Megawatt elettrico (MWe) e il Megawatt termico (MWt).
Sono entrambe unità di misura di potenza (in Watt), tra loro sommabili, ma differiscono notevolmente in valore sulla base del rendimento medio della singola centrale.
In altre parole, una centrale termoelettrica da 2 000 Megawatt di potenza termica nominale, con un rendimento (medio) del 50%, rilascerà nelle rete circa 1 000 Megawatt di potenza elettrica effettiva.

## Multipli e sottomultipli
Alcuni dei multipli e sottomultipli più utilizzati del watt:
| Sottomultipli | Sottomultipli | Sottomultipli |        | Multipli | Multipli  | Multipli |
| Valore        | Simbolo       | Numero        | Valore | Simbolo  | Numero    |          |
| 10−1 W        | dW            | deciwatt      | 101 W  | daW      | decawatt  |          |
| 10−2 W        | cW            | centiwatt     | 102 W  | hW       | hectowatt |          |
| 10−3 W        | mW            | milliwatt     | 103 W  | kW       | chilowatt |          |
| 10−6 W        | µW            | microwatt     | 106 W  | MW       | megawatt  |          |
| 10−9 W        | nW            | nanowatt      | 109 W  | GW       | gigawatt  |          |
| 10−12 W       | pW            | picowatt      | 1012 W | TW       | terawatt  |          |
| 10−15 W       | fW            | femtowatt     | 1015 W | PW       | petawatt  |          |
| 10−18 W       | aW            | attowatt      | 1018 W | EW       | exawatt   |          |
| 10−21 W       | zW            | zeptowatt     | 1021 W | ZW       | zettawatt |          |
| 10−24 W       | yW            | yoctowatt     | 1024 W | YW       | yottawatt |          |

- picowatt (pW) = 1×10−12 W = 0,000000000001 W
- nanowatt (nW) = 1×10−9 W = 0,000000001 W
- microwatt (µW) = 1×10−6 W = 0,000001 W
- milliwatt (mW) = 1×10−3 W = 0,001 W
- chilowatt (kW) = 1×103 W = 1000 W
- megawatt (MW) = 1×106 W = 1000000 W
- gigawatt (GW) = 1×109 W = 1000000000 W
- terawatt (TW) = 1×1012 W = 1000000000000 W